# Luis Macías
Luis Fernando Macías (* 14. Mai 1982) ist ein ehemaliger mexikanischer Radrennfahrer.

## Karriere
Luis Macías wurde 2003 mexikanischer U23-Meister im Zeitfahren. Von 2006 bis 2012 fuhr er für internationale Radsportteams und gewann in dieser Zeit unter anderem Abschnitte der Etappenrennen Vuelta a Cuba, Vuelta a Chihuahua und Vuelta Mexico. Im Jahr 2008 gewann er die mexikanische Straßenmeisterschaft. Seinen letzten größeren Erfolge erzielte er 2014 im Bahnradsport als er mit seinem Team den mexikanischen Meistertitel in der Mannschaftsverfolgung gewann.

## Erfolge
2003
- Mexikanischer Meister – Einzelzeitfahren (U23)

2007
- eine Etappe Kuba-Rundfahrt

2008
- Mexikanischer Meister – Straßenrennen
- eine Etappe Vuelta a Chihuahua

2010
- eine Etappe Vuelta Mexico

2014
- Mexikanischer Meister – Mannschaftsverfolgung (mit José Ramón Aguirre, Ignacio Sarabia und Diego Yépez)

## Teams
- 2006 Chivas Cycling Team
- 2007–2009 Tecos de la Universidad Autónoma de Guadalajara
- 2011–2012 Movistar Continental Team